# Vatikanische Schule für Paläografie, Diplomatik und Archivkunde

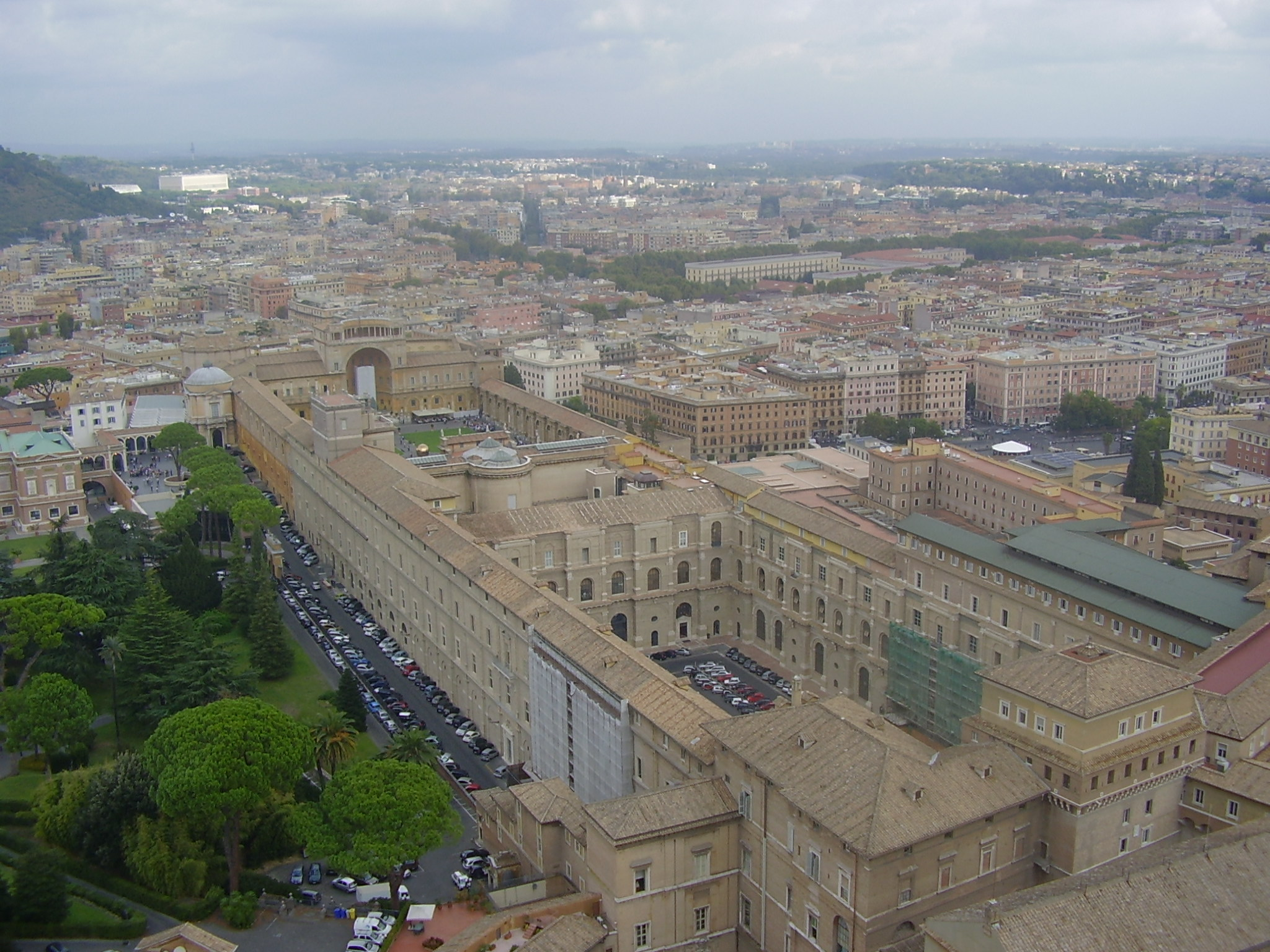
Scuola Vaticana di Paleografia, Diplomatica e Archivistica (Blick auf Vatikanische Museen)

Die Scuola Vaticana di Paleografia, Diplomatica e Archivistica (deutsch: Vatikanische Schule für Paläografie, Diplomatik und Archivkunde) ist eine Hochschule des Heiligen Stuhls in der Vatikanstadt.

## Geschichte
Die Ausbildungsstätte wurde als Abteilung des Vatikanischen Geheimarchivs von Papst Leo XIII. am 1. Mai 1884 gegründet. Ziel war es, eine Schule für Paläografie und Vergleichende Geschichte zu schaffen, damit junge Geistliche sich umfassend weiterbilden konnten. Initiator der Schule war Isidoro Carini (1843–1895), ein renommierter Historiker und Paläograf seiner Zeit.
Ab 1896 bot die Schule Dekoration von Handschriften an. 1923 erweiterte Papst Pius XI. die Schule um die Abteilung des Archivwesens. 1953 wurde die Schule durch Papst Pius XII. reformiert. Papst Paul VI. verlegte den Sitz 1968 an den Cortile del Belvedere bei der Vatikanischen Apostolischen Bibliothek und unterstellte die Schule dem Patronat des Kardinalbibliothekars und Archivars der Heiligen Römischen Kirche. 1976 wurde die Leitung der Schule dem Präfekten des Vatikanischen Geheimarchivs unterstellt und von Paul VI. die heute noch gültige Geschäfts- und Studienordnung endgültig in Kraft gesetzt.

## Studium
Die zweijährige Ausbildung umfasst die Fächer Lateinische Paläografie, allgemeine und vatikanische Diplomatik, Kodikologie und Archivkunde. 2000 wurde das Fächerspektrum um die Lehre der Siegelkunde ergänzt.
Mit dem Konkordat von 1984 erhielten die Diplome der Scuola die volle Anerkennung durch den italienischen Staat (art. 10, n. 2, comma 2).